# 紫水雞屬
紫水鸡属（学名：Porphyrio），也称青水鸡属，为鹤形目秧鸡科的一个属，其下物种通称多为“紫水鸡”或“青水鸡”。该属可能在中新世中期起源于非洲，后于中新世晚期到更新世期间扩散到世界各地。
法国动物学家马蒂兰·雅克·布里松于1760年描述了本属，以西紫水鸡为模式种。学名Porphyrio取自紫水鸡的拉丁语俗名，源自古希腊语的/porphura（意为“紫色”）。

## 物种
本属包括10个现存物种，一些近代灭绝的物种或化石物种：
- 紫水鸡物种复合体：
  - 
  - 
  - 非洲紫水鸡（学名：Porphyrio madagascariensis）
  - 黑背紫水鸡（学名：Porphyrio indicus）
  - 澳洲紫水鸡（学名：Porphyrio melanotus）
  - 菲律宾紫水鸡（学名：Porphyrio pulverulentus）
- 
- 
- 紫青水鸡（学名：Porphyrio martinica）
- [5]

### 近现代灭绝物种
- 
- [5]

### 化石物种
- New Caledonian swamphen（英语：New Caledonian swamphen），Porphyrio kukwiedei
- Huahine swamphen（英语：Huahine swamphen），Porphyrio mcnabi
- Buka swamphen, Porphyrio sp.
- Giant swamphen, Porphyrio sp.
- New Ireland swamphen, Porphyrio sp.
- Norfolk Island swamphen, Porphyrio sp.
- Rota swamphen, Porphyrio sp.
- Mangaia swamphen/woodhen, ?Porphyrio sp.  - 分类地位未定，也可能属于黑水鸡属